# Same Script, Different Cast
Same Script, Different Cast è un duetto fra Whitney Houston e la cantante canadese Deborah Cox. Pubblicato come singolo nel 2000, la canzone figura la Houston nel ruolo della precedente amante del fidanzato della Cox, che cerca di avvisare la donna dell'uomo che le sta accanto.
La canzone incorpora una parte di Per Elisa e Ludwig van Beethoven nell'intro del brano.